# Lavergne, Lot-et-Garonne
Lavergne är en kommun i departementet Lot-et-Garonne i regionen Nouvelle-Aquitaine i sydvästra Frankrike. Kommunen ligger i kantonen Lauzun som tillhör arrondissementet Marmande. År 2022 hade Lavergne 559 invånare.

## Befolkningsutveckling
Antalet invånare i kommunen Lavergne
| Referens: INSEE |